# Joseph de Salm-Reifferscheidt-Dyck
Joseph Maria Franz Anton Hubert Ignaz de Salm-Reifferscheidt-Dyck, conde e depois príncipe  (1816) de Salm-Dyck, (Palácio de Dyck, 4 de setembro de 1773 – Nice, 21 de março de 1861) foi um botânico e artista alemão.